# ウジェーヌ・イヨネスコ
ウジェーヌ・イヨネスコ（Eugène Ionesco, 1909年11月26日 - 1994年3月28日）は、フランスで主に活躍したルーマニアの劇作家である。アイルランド出身のサミュエル・ベケット、カフカース生まれのアルチュール・アダモフとともに、フランスの不条理演劇を代表する作家の一人として知られている。

## 生涯
本名エウジェン・イオネスク（Eugen Ionescu）としてルーマニア人のエウジェン・イオネスクとフランス人のテレーズ・イプカールとの間に、1909年11月26日、ルーマニア・オルト県スラティナで生まれた。イヨネスコの生年は長らく1912年とされていたが、これは1950年代初頭に、ジャック・ルマルシャンが新しい世代の劇作家の台頭を歓迎したことを受けて、イヨネスコが自身の年齢を3歳若く申告したことによる。
1911年、パリ大学で博士論文（法学）を執筆することになった父親と共に、イヨネスコ一家はパリに移る。その後、イヨネスコは13歳までほとんどの期間をパリで過ごした。1917年から1919年まで、イヨネスコと妹のマリリナはマイエンヌ県ラヴァル近郊のラ・シャペル＝アントゥネーズに滞在し、その田舎町はその後イヨネスコの作品の中で、失われた楽園としてしばしば回想されることとなる。
妻子をパリに置き去りにしてルーマニアへ帰国したイヨネスコの父親は、一方的に離婚を成立させ再婚する。残された二人の子供（次男のミルチャは夭逝）を一人で育てきれなくなった母親は、子供達とともにルーマニアへ戻り、父親を探し出して子供の養育を委ねることとなった。母親を慕っていたイヨネスコにとって、この別離は大きな苦痛となった。同時に父親や継母とことあるごとに対立し、17歳の時には家を出て生活することとなった。これら家族内での対立は『義務の犠牲者』や『死者のもとへの旅』にその痕跡を見てとることができる。1929年、ブカレスト大学へ入学、エミール・シオラン、ミルチャ・エリアーデと出会い、3人は終生の友人となった。この頃から詩や評論を書き始め、多くの雑誌に寄稿をし、評論集『否』は賛否両論の大きな反響を呼んだ。1936年、ロディカ・ブリレアヌと結婚、同じ時期にフランス語教師の資格を取得している。
1938年、奨学金を受けて博士論文（題名は『ボードレール以降のフランス詩における罪と死』）を執筆するため再びフランスへ戻る。しかし1939年に勃発した第二次世界大戦のために、一時ブカレストへの帰国を余儀なくされる。1942年、再びフランスに戻り、在ヴィシールーマニア公館文化部職員（後に文化担当官）となる。1944年、一人娘のマリー＝フランスが誕生。戦後は出版社に勤務し校正を担当した。その後、著述の分野で才能を発揮し始めた。
1950年、『禿の女歌手』、1951年、『授業』、1952年、『椅子』を各々発表。古典劇の規則を無視した「不条理」な作風が、発表当時は受け入れられなかった。しかし、1950年代後半より脚光を浴び始め、現代演劇史に大きな足跡を残すことになった。パリのセーヌ左岸にある小劇場、ユシェット座では1957年以来、現在に至るまで継続的に『禿の女歌手』と『授業』の上演を行っている。
その後のイヨネスコは戯曲を発表する傍ら、政治への関心を示し、特にソ連を初めとする共産主義体制、さらにサルトルに代表される左派知識人を厳しく批判し続けた。ルーマニア出身のイヨネスコのもとには、東ヨーロッパ出身の政治亡命者が多く集まっていたため、イヨネスコは当時のフランスではとかく理想的に捉えられていた共産主義社会の現実に通じていた。
1966年、『渇きと飢え』がコメディ・フランセーズで上演、イヨネスコの名声は年を追うごとに高まり、1970年、その功績により、アカデミー・フランセーズ会員に選出された。この頃から、神経症の傾向が強まり、そのセラピーの一種として絵画をはじめる。イヨネスコは晩年になると、文学作品の執筆を徐々に止め、そのかわりに絵画に熱中するようになり、ドイツ、スイス、フランスなどで展覧会も開いた。
1994年、死去。パリのモンパルナス墓地に埋葬された。

## 作風
イヨネスコは平凡な日常を滑稽に描きつつ、人間の孤独性や存在の無意味さを鮮やかに描き出した。こうした（しばしば「不条理」と呼ばれる）世界観はイヨネスコのみならず、二度の世界大戦を経験した同世代のサルトルやカミュなどの作品にも見いだされる。しかし、彼らがこうした世界観を論じる文学的言説が、あくまで明晰さや論理性を重視したのに対し、イヨネスコやベケットにおいてはその言語自体が問い直されることとなった。こうして、彼らの作品は読み手や観客の理性よりも感性に直接働きかける力強さを獲得したのである。イヨネスコの演劇作品は概ね1950年前後から70年代までの20年ほどに集中して書かれ、その創作活動は概ね3つのサイクルに区切ることができる。
『禿の女歌手』や『授業』に代表される初期の作品は、日常的な光景を出発点としながら、そこに潜んでいる空虚や不安などを誇張して観客に突きつけた。イヨネスコは言語をその格好の媒体として捉えた。そのため『禿の女歌手』では、日常会話が徐々に意味を剥奪され、最後には分解された音節となりはてる。さらにイヨネスコは演劇作品において視覚を特に重視したため、多くの小道具や舞台装置が重要な役割を果たすようになった。こうして時にはコーヒーカップや毒キノコ、家具や椅子が舞台を埋め尽くしたり、常軌を逸した大きさの足が舞台を圧迫したりすることになる。これら初期の作品は、ほぼ全てが一幕もので比較的短く、構成としては後半に向かって爆発的に発展することが多かった。登場人物は操り人形のように空虚かつ滑稽に描かれ、観客は舞台の上で進む演劇世界を笑いながらも、これらの空虚や不安が自らの日常にも存在することを意識させられるのである。
1950年代後半から1960年代前半にかけて発表された『無給の殺し屋』、『犀』、『瀕死の王』、『空中歩行者』には、ベランジェという中心的な登場人物が現れる。そして、ベランジェを通してイヨネスコ自身の世界観や、イデオロギー批判、死の恐怖などが間接的に語られることも多くなった。それに伴い、初期作品の喜劇性はやや抑えられ、より複雑な構造をもつようになる。同時に演劇世界も広がり、初期の作品では概ね2、3人だった登場人物の数は増え、作品自体も多幕ものが多くなった。『禿の女歌手』と並んで有名な『犀』は、イヨネスコ自身が1930年代にルーマニアで目の当たりにしたファシスト運動の高まりが背景にあると言われている。イヨネスコ自身もあるインタビューの中で、『犀』を執筆した後に自らの過去の日記を読み、そこに「鉄衛団の連中は犀だ」という記述を見つけ驚いたと語っている。イデオロギーに捕われた人間を犀へと変身させることで作品は観客に強い印象をあたえ、同時に一種の寓話性を獲得することによって、特定の政治的解釈に縛られない普遍性を持ち得たといえる。
『渇きと飢え』からはじまる後期の作品において、イヨネスコは自らの過去と夢に多くの題材をもとめた。ユング心理学に傾倒していたイヨネスコは、精神分析医の勧めによって夢の記述を始め、1960年代後半から発表された日記風エッセーに自分の見た夢を数多く記している。『スーツケースを持つ男』や『死者のもとへの旅』には、これら過去の日記や夢から転載された場面も多く見られる。そこには、父親との葛藤、母親への思慕と罪悪感、友人 アダモフとの喧嘩別れなどが、次々と描き出される。こうして晩年の演劇作品からは、初期の喜劇性がすっかり姿を消し、自伝的要素が演劇世界を満たすこととなった。イヨネスコはアイデンティティーを求めて彷徨い続ける自分自身の姿を、現実と創作、夢と幻想、現在と過去の間に明確な線引きをすることなく、舞台上に投影したのである。
このように、イヨネスコは既存の演劇を成立させるのに不可欠とされていた諸概念を突き崩したといえる。明確な筋書きの欠如、視覚的要素の重視、レアリスムの拒否、理論的言語の否定といった特徴を持つ彼の演劇作品は、戦後の舞台に新しい息吹を与えたのである。

## 作品
以下はイヨネスコの主な作品の一覧と出版年（戯曲は初演の年号）である。日本語訳では、『禿の女歌手』から『殺戮ゲーム』までの大部分の戯曲と、小説、いくつかの日記と演劇論を読むことができる。

### 戯曲
- 『禿の女歌手』(La Cantatrice chauve) - 1950年
- 『授業』(La leçon) - 1951年
- 『椅子』(Les Chaises) - 1952年
- 『義務の犠牲者』(Les Victimes du devoir) - 1953年
- 『アメデ、またはどうやって厄介払いするか』(Amédée ou comment s'en débarrasser) - 1954年
- 『ジャック、または服従』(Jacques ou la soumission) - 1962年
- 『アルマ即興』(L'Impromptu de l'Alma) - 1956年
- 『新しい借家人』(Le Nouveau Locataire) - 1957年
- 『無給の殺し屋』(Tueur sans gages) - 1959年
- 『犀』(Rhinocéros) - 1960年
- 『瀕死の王』(Le Roi se meurt) - 1962年
- 『空中歩行者』(Le Piéton de l'air) - 1962年
- 『渇きと飢え』(Le soif et la Faim) - 1966年
- 『殺戮ゲーム』(Jeux de massacre) - 1970年
- 『マクベット』(Macbett) - 1972年
- 『この素晴らしき娼館！』(Ce formidable bordel) - 1973年
- 『スーツケースを持つ男』(L'Homme aux valises) - 1975年
- 『死者のもとへの旅』(Voyages chez les morts)  - 1980年

### 小説・短編小説
- 『大佐の写真』(La Photo du colonel)  - 1958年

「大佐の写真」（塩瀬宏訳、白水社、1971年）
- 『孤独な男』(Le Solitaire) - 1973年（大久保輝臣訳、宮崎守英訳、白水社、1976年）

### 日記
- 『雑記帳』(Journal en miettes)  - 1967年（大久保輝臣訳、朝日出版社、1971年）
- 『過去の現在・現在の過去』(Présent passé passé présent)  - 1968年（大久保輝臣・渋沢彰共訳、朝日出版社、朝日現代叢書、1974年）
- 『思い出と最後の邂逅』(Souvenirs et dernières rencontres)  - 1986年
- 『断続的探求』(La Quête intermittente)  - 1988年

### 演劇論・その他
- 『否』(Nu) - 1934年
- 『ノート・反ノート』(Notes et contre-notes) - 1962年（大久保輝臣訳、白水社、1970年）
- 『発見』(Découvertes) - 1969年

「発見―創造の小径」（大久保輝臣訳、新潮社、1976年）ISBN 978-4106015113
- 『解毒剤』(Antidotes) - 1977年
- 『問題の男』(Un homme en question) - 1979年
- 『ユーゴリアード』(Hugoliade) - 1982年

### 詩集
- 『小さなものたちへのエレジー』(Elegii pentru fiinte mici) - 1931年

### オペラ台本
- 『マクシミリアン・コルベ』(Maximilien Kolbe)

　（クロード・エスカリエ著、松浦寛訳、『イヨネスコによる「マクシミリアン・コルベ」ー不条理から聖性へー』、聖母の騎士社、1999年）

### 和訳・作品集など
- 「イヨネスコ戯曲全集」全4巻　白水社、1969年

第1巻　禿の女歌手(諏訪正訳) 授業(安堂信也・木村光一共訳) ジャック、あるいは降参(塩瀬宏訳) ごあいさつ(篠沢秀夫訳) 椅子(安堂信也訳) 先生(大久保輝臣訳) 未来は卵の中に(宮原庸太郎訳) 義務の犠牲者(石沢秀二訳) 花嫁候補(佐藤信夫訳)
第2巻　アメデ、あるいはどうやって厄介払いするか(大久保輝臣訳) 新しい下宿人(篠沢秀夫訳) 絵(篠沢秀夫訳) 犀(加藤新吉訳)
第3巻　アルマ即興(大久保輝臣訳) 無給の殺し屋(諏訪正訳) 四人ばやし(塩瀬宏訳) 二人で狂う(安堂信也訳) 瀕死の王さま(大久保輝臣訳)
第4巻　空中歩行者(末木利文訳) 渇きと飢え(佐藤信夫訳) 欠陥(加藤新吉訳) モーター・ショー(加藤新吉訳) 歩行訓練(末木利文訳) 怒り(石沢秀二訳) ゆで卵(利光哲夫訳) ゆで卵の作り方(利光哲夫訳) 花婿候補(佐藤信夫訳) アメリカ人のためのフランス語のレッスン(末木利文訳)
- 『ノート・反ノート 演劇論集』大久保輝臣訳 白水社 1970
- 『雑記帳』大久保輝臣訳 朝日出版社 1971 (朝日現代叢書)
- 『大佐の写真』 (現代フランス小説) 塩瀬宏訳 白水社 1971
- 『過去の現在・現在の過去』大久保輝臣・渋沢彰訳 朝日出版社 1974 (朝日現代叢書)
- 『孤独な男』大久保輝臣・宮崎守英訳 白水社・新しい世界の文学 1976
- 『発見』大久保輝臣訳 新潮社 1976 (創造の小径)
- 『ストーリーナンバー 1 (ジョゼットねむたいパパにおはなしをせがむ)』エチエンヌ・ドゥレセール え, 谷川俊太郎訳 角川書店 1979
- 『ストーリーナンバー 2 (ジョゼットかべをあけてみみであるく)』エチエンヌ・ドゥレセール え, 谷川俊太郎訳 角川書店 1979
- 『ストーリーナンバー 3 (ジョゼットパパとつきをつまみぐいする)』フィリップ・コランタン え, 谷川俊太郎 やく. 角川書店 1979
- 『ストーリーナンバー 4 (ジョゼットおなべのなかにパパをさがす)』ニコル・クラヴルー え, 谷川俊太郎 やく. 角川書店 1979

- 「ベスト・オブ・イヨネスコ」白水社、1993年12月、新装版2020年1月

『授業』『犀』『禿の女歌手』『椅子』『アルマ即興』『歩行訓練』収録。安藤信也・木村光一ほか訳